# Гаитенов, Валериан Михайлович
Валериан Михайлович Гаитенов (1855 — ?) — русский военачальник, генерал от артиллерии. Участник кампании 1876 года, русско-турецкой войны 1877—1878, кампании 1879—1880 годов, похода в Китай 1900—1901 годов, русско-японской войны 1904—1905 годов, первой мировой войны.

## Биография
В службу вступил 20 августа 1872 года юнкером рядового звания во 2-е Константиновское училище. 
Выпущен прапорщиком (07.08.1874) в Кавказскую гренадерскую артиллерийскую бригаду. Подпоручик (25.10.1875). В 1876 командирован в Закаспийскую область. Участник кампании 1876 против текинцев. Поручик (09.12.1876).
Участник русско-турецкой войны 1877—1878 гг. Штабс-капитан (18.12.1878).
Участник кампании 1879-80 против текинцев.
Капитан (24.04.1888). Подполковник (01.10.1897). Командир 1-й батареи Кавказского стрелкового артиллерийского дивизиона (01.10.1897—01.01.1898). Командир 6-й батареи Кавказской гренадерской артиллерийской бригады (01.01.1898—27.06.1904).
Участник военных действий в Китае 1900—1901 гг. Командовал пулемётной ротой в Южно-Манчжурском отряде. Полковник (14.09.1900; за боевые отличия).
Участник русско-японской войны 1904—1905 гг. Командир 1-го дивизиона 35-й артиллерийской бригады (22.06.1904—28.05.1905). Участвовал в боях под Ляояном, на р. Шахэ. Командирован во Владивосток для сформирования 10-й Восточно-Сибирской стрелковой артиллерийской бригады, командующим которой и был назначен (28.05.1905—02.07.1905). Вернулся на театр военных действий. С 2.7.1905 — командующий 3-й артиллерийской бригады (02.07.1905—23.11.1908).
Генерал-майор (пр. 23.11.1905; ст. 26.11.1904; за боевые отличия) с утверждением в должности. Начальник артиллерии 11-го армейского корпуса (23.11.1908—06.02.1910). Генерал-лейтенант (26.11.1908; за отличие). Начальник артиллерии Гренадерского корпуса (06.02.—24.07.1910). С 24.7.1910 инспектор артиллерии Гренадерского корпуса (24.07.1910—31.12.1913). 31.12.1913 назначен начальником Офицерской артиллерийской школы, руководил подготовкой среднего командного звена русской артиллерии. Пользовался в войсках репутацией знающего артиллериста.
Участник первой мировой войны. 5.10.1914 назначен на свой старый пост инспектора артиллерии Гренадерского корпуса. 23.4.1915 стал начальником 42-й пехотной дивизии, но уже 10.5.1915 в третий раз вернулся в Гренадерский корпус. 28.3.1916 назначен инспектором артиллерии армий Северного фронта. Генерал от артиллерии (06.12.1916; за боевые отличия).

## Награды
- орден Св. Станислава 3-й степени (1878);
- орден Св. Анны 3-й степени с мечами и бантом (1879);
- орден Св. Станислава 2-й степени с мечами (1880);
- орден Св. Владимира 4-й степени с мечами и бантом (1880);
- орден Св. Анны 2-й степени (1884);
- Золотое оружие «За храбрость» (15.03.1901)[2];
- мечи к ордену Св. Анны 2-й степени (1904; утв. ВП 12.02.1906);
- орден Св. Владимира 3-й степени с мечами (1905);
- орден Св. Станислава 1-й степени (1911);
- мечи к ордену Св. Станислава 1-й степени (18.03.1916).